# Chiropodomys major
Chiropodomys major е вид гризач от семейство Мишкови (Muridae).

## Разпространение и местообитание
Този вид е разпространен в Малайзия.
Обитава гористи местности, крайбрежия и плажове.

## Описание
На дължина достигат до 9,4 cm, а теглото им е около 28,9 g.